# Dave (plaats)

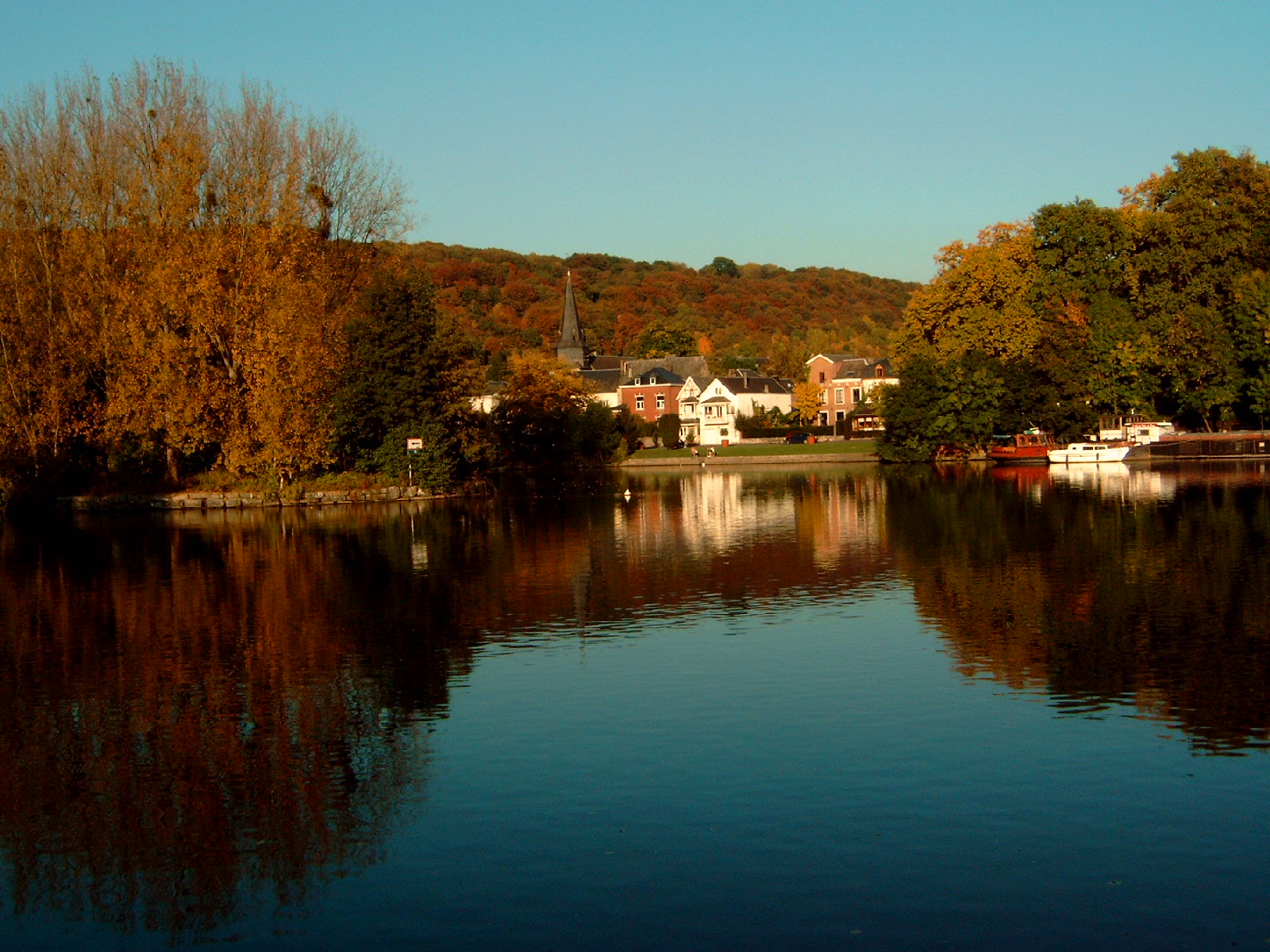
Dave, met links L'île de Dave

Dave - soms Dave-sur-Meuse genoemd - is een deelgemeente van de stad Namen (België) en geldt als een van de meest schilderachtige plaatsjes aan de Maas. Tot 1 januari 1977 was het een zelfstandige gemeente.

## Ligging
Dave ligt vier kilometer ten zuiden van de Naamse deelgemeente Jambes aan de rechteroever van de Maas. Het heeft een totale oppervlakte van 1128 ha, waarvan 679 bossen en 268 velden en boomgaarden. De oude dorpskern en de twee kastelen liggen aan de rivier; de rest van het dorp bestaat uit een verspreide bebouwing in de vallei die dwars op de Maas uitkomt en die zich oostwaarts in de richting van het dorp Naninne uitstrekt. Dwars door de vallei stroomt een beek, de Dave, ook wel de Ruiseau des Chevreuils [Reeënbeek] genoemd. Het landschap is rijk aan paadjes en heggen en ter weerszijden van de vallei liggen uitgestrekte bossen. De Rochers de Néviau behoren onder bergbeklimmers tot de bekendste klimrotsen. De wand van kalksteen verheft zich pal aan de Maas 60 meter hoog; met blauwe verf is er een "boulderparcours" uitgezet. De rotspartij is door kunstenaars als Auguste Dandoy, Armand Dandoy, Félicien Rops en anderen geschilderd.
Dave ligt tegenover het grootste eiland van België, zie L'île de Dave.
Het station Dave-Saint-Martin ligt op de lijn Namen-Aarlen en ligt niet ver van de psychiatrische kliniek. Het oude station Dave-Nord op lijn 154 Namen-Dinant, dat het dorp bediende, is niet meer in gebruik. Voor het openbaar vervoer is men daar aangewezen op buslijnen van de TEC.

## Geschiedenis
De streek van Dave, vroeger ook genoemd Daveles, Daule, Davelle, Davelis, Davre, is in alle tijden bewoond geweest. Aan de voet van de rots van Néviau vindt men nog Gallische bronzen kettingen.
Vanaf de 11e eeuw zijn er Heren van Dave geweest. Hun oude slot verhief zich op een kalksteenrots; vandaag is er enkel nog een torentje van over.
In 1284 gaf de graaf van Vlaanderen en markies van Namen, Gwijde van Dampierre, in erfrecht aan de heer Warnier van Dave en zijn erfgenamen, al zijn rechten en landerijen die hij bezat te Dave, evenals de helft van de bedding van de Maas. In de 14e eeuw bouwden de Heren van Dave een versterking, genaamd la Vie Maison [het oude huis], op de heuvel die de Maas overziet. Na het uitsterven van de allereerste familie in de persoon van Marie de Dave, verviel het domein aan de familie Boulant in 1427.
De inwoners van Dave genoten een geprivilegieerde status omdat zij tot een Heerlijkheid behoorden. Aan die Heerlijkheid, vallend onder het kasteel van Namen, was een bijzonder burggraafschap verbonden: een burggraaf bezat alle rechten op alle wegen van het burggraafschap Dave. Die wegen strekten zich tot ver buiten Dave uit; ze begonnen aan de poort van het kasteel, doorkruisten het dorp, passeerden Naninne, Andoy, Limoy, Mozet, Goyet en Jausse, keerden terug naar Wez en Mozet via Basseilles, Mont-Sainte-Marie en Arville, dan opnieuw via Wez, Sur-les-Sarts en ten slotte Wierde.
De heren van Dave speelden een belangrijke rol in het graafschap Namen gedurende de middeleeuwen en het ancien régime. In de 15e eeuw versterkte de sire van Rollé en Bolland, Henri Boulant, het leengoed Dave met een fort dat altijd ter beschikking moest staan aan de Graven van Namen. De Heren van Dave bezaten ook leengoederen in Gelbressée, Marquelette en Wodon.
In 1577 volgde Henri de Barbançon, Heer van Villemont, zijn oom Evrard Boulant op. In 1609 ging de Heerlijkheid over in handen van de familie De Ligne d'Aremberg. In 1670 werd het domein Dave verpand aan Rouge Cloître, een welvarend klooster in het Zoniënwoud nabij Brussel, maar acht jaar later nam de prins van Barbançon, gouverneur van Namen het hogergelegen gedeelte van Dave over. In de 18e eeuw verkocht de graaf van Aremberg die gehuwd was met Marie de Barbançon, de leenheerschattingen van Dave en Naninne aan Vincent d'Harscamp.
Het oude kasteel was in de 17e eeuw tot ruïne vervallen en voor de heren werd een nieuw kasteel van Dave gebouwd op de oever van de Maas. Het kasteel leed onder de oorlogen gedurende het beleg van Lodewijk XIV in 1692. In 1750 ging Dave over in handen van de Wignacourts, vervolgens in die van de familie De Montellano en ten slotte door huwelijk in 1800 in die van de Spaanse Carlos Guttierez de los Rios, Hertog van Fernan-Nuñez. In de 19e eeuw werd het kasteel verbouwd en vergroot, onder meer met de twee torens, door de hertogen van Fernan-Nuñez, die het kasteel nog altijd in eigendom hebben.

## Demografische ontwikkeling
- Bronnen:NIS, Opm:1831 tot en met 1970=volkstellingen, 1976= inwonersaantal op 31 december
- 1866: Afsplitsing van Naninne in 1859

## Gebouwen

### Kastelen

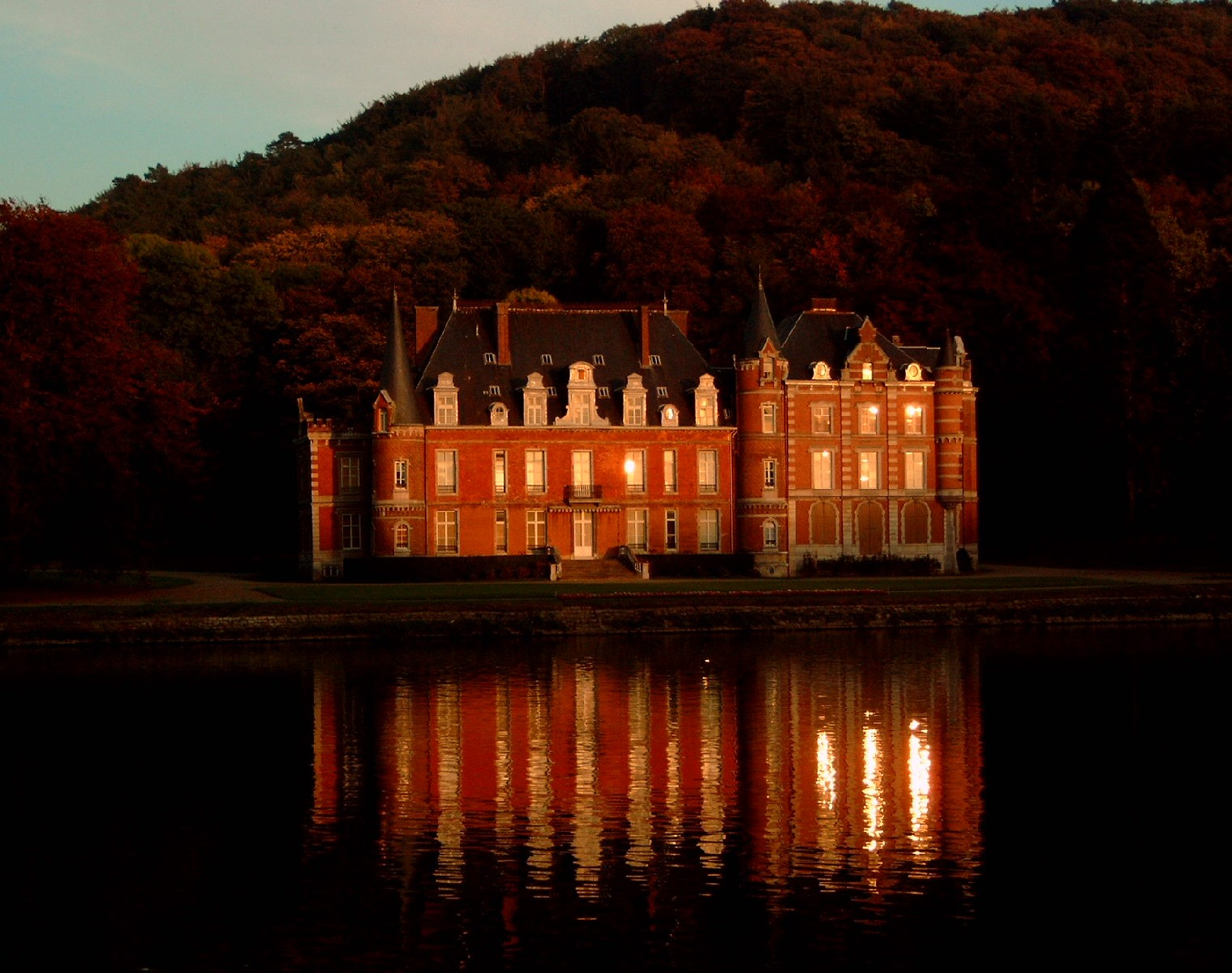
Het kasteel van de heren van Dave

Het kasteel bestaat uit een aantal van de oudste gebouwen aan de zijde van de spoorlijn Namen-Dinant, en het 18e-eeuwse kasteel direct aan de Maas. Het is omringd door een park van 7 ha in Engelse stijl, met een aantal zeldzame boomsoorten. De grote bossen aan de westelijke kant van de spoorweg behoren tot het domein en worden om hun hout geëxploiteerd. Domein en kasteel zijn niet publiek toegankelijk.
Pal tegenover het île de Dave ligt nog een kleiner kasteel. Het oudste gedeelte ervan, gelegen aan de achterzijde, dateert uit het begin van de 18e eeuw; het nieuwere gedeelte, in Engelse stijl, werd gebouwd in 1865 door de architect Alphonse Balat die ook de koninklijke serres in Laken ontwierp. Het kasteel, het beschermde park en de eveneens geklasseerde weiden rondom behoren toe aan de bankiersfamilie De Wasseige. Het kasteel wordt dan ook het Château de Wasseige genoemd.

### Overige gebouwen
- In de oude dorpskern staat een kleine kerk, gewijd aan Saint-Martin (Sint-Maarten). De toren en het plafond van de sacristie dateren uit de 11e eeuw. Rondom het kerkje ligt een begraafplaats met stenen uit de 16e eeuw.
- In de rue du Château bevindt zich op nr. 8 de Presbytère (pastorie) die dateert van 1573.
- Midden in de vallei ligt het landhuis (maison champêtre) waar de jurist en literator Edmond Picard woonde; de voorgevel draagt een gedenksteen.
- In de bossen ten noordoosten van de plaats bevindt zich het fort van Dave, een betonnen verdedigingswerk, gebouwd in 1888. Het was het laatste fort dat in 1940 aan de Duitsers werd overgegeven. Het is nu alleen nog functioneel voor militaire oefeningen.
- Aan de noordzijde van Dave ligt het neuropsychiatrische ziekenhuis voor mannen "Saint-Martin", ook bekend als l'Asyle de Dave.

## Geboren in Dave
- Markies de la Mina, hertog de Fernan Nuñez (30 september 1856)
- Markiezin van Villatorcas

## Overleden in Dave
- Edmond Picard (1924), jurist en literator

## Trivia
- De Rue de la Cassette is genoemd naar de Cassette van Dave, een lokaal vervaardigde kaas. Omdat er in Dave vroeger veel melkkoeien waren, dronken de kleine kinderen van het dorp veel melk en verkregen ze de bijnaam les Têteux, de zoogkinderen. In de Rue de la Cassette bevindt zich nog de laatste waterpomp van het dorp.
- Dave gaf zijn naam aan de geologische strook van Dave, een samengeperst complex anticlinorium dat de scheiding vormt tussen het bekken van Namen en het bekken van Dinant.